# La page Crypto de Jean-François Bouchaudy
La page Crypto de Jean-François Bouchaudy (deutsch „Jean-François Bouchaudys Krypto-Seite“) ist eine französischsprachige, teilweise englischsprachige, Website zum Thema Kryptologie mit Schwerpunkt Rotor-Chiffriermaschinen aus der Zeit des Zweiten Weltkriegs. Sie wird vom französischen Kryptologen Jean-François Bouchaudy betrieben.

## Geschichte
Jean-François Bouchaudy selbst konnte als Verschlüssler beim Militär eigene Erfahrungen im Umgang mit Schlüsselmaschinen sammeln, als er dort fast ein Jahr lang mit der CX-52 und der CD-57 gearbeitet hat. Beide Maschinen wurden ursprünglich vom Schweden Boris Hagelin entwickelt und anschließend unter anderem vom französischen und amerikanischen Militär eingesetzt. Aus Interesse an deren Funktionsweise schrieb Bouchaudy anschließend eigene Simulationsprogramme dazu, zumeist in Python, die er auf seiner Seite frei zur Verfügung stellt.
Ferner hat er sich mit der Kryptanalyse dieser und auch vieler anderer Chiffriermaschinen befasst. Dazu gehören beispielsweise die amerikanischen M-209 sowie die B-21 und deren Nachfolgerin B211, die CX-52, die Schweizer Nema, die japanische Purple und die deutsche Enigma-Maschine.
Darüber hinaus gibt es auf seiner Website besondere Challenges („Herausforderungen“). Hierzu hat Jean-François Bouchaudy mithilfe unterschiedlicher Maschinenschlüssel Geheimtexte selbst erzeugt, und ermuntert den Leser, seine eigenen Fähigkeiten als angehender Codeknacker zu erproben und schulen.